# Ротенбург-на-Фульді

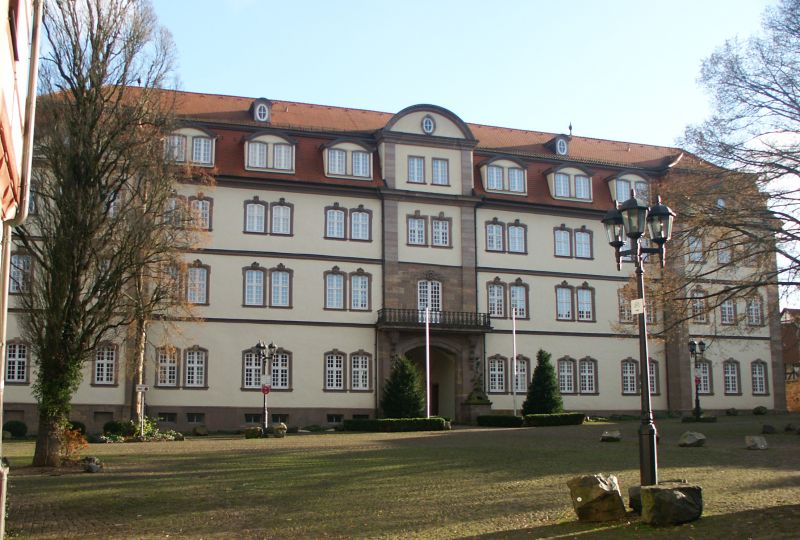
Замок ландграфів у Ротенбурзі, вид спереду центральної будівлі

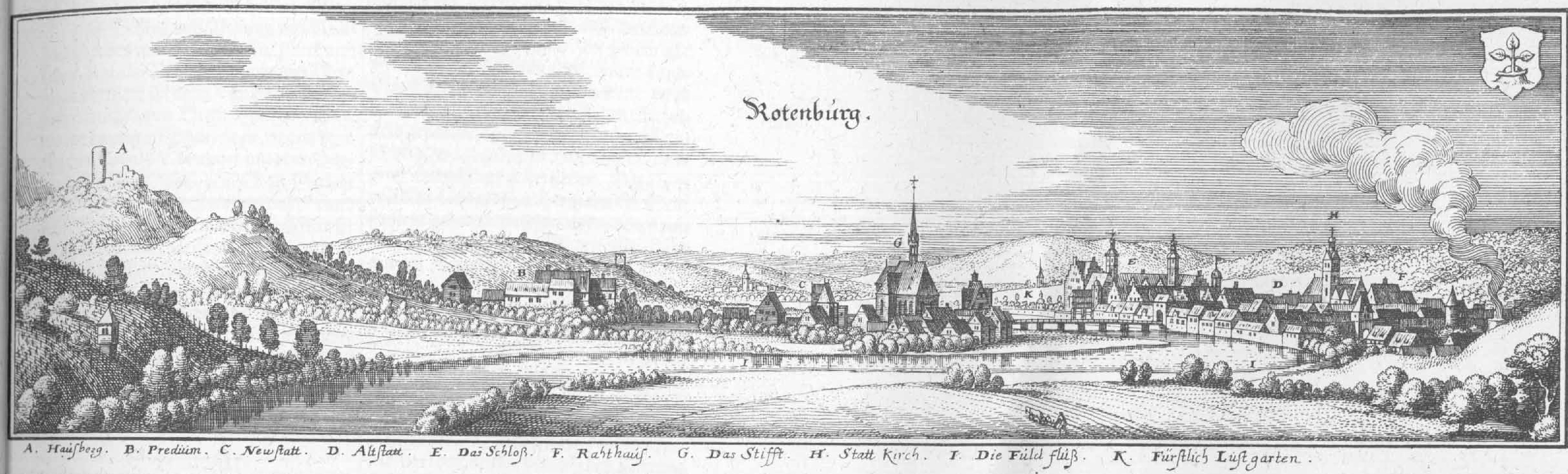
Ротенбург на гравюрі Маттея Меріана, 1655

Ротенбург-на-Фульді (нім. Rotenburg an der Fulda) — місто у Німеччині, у землі Гессен. Підпорядковане адміністративному округу Кассель. Входить до складу району Херсфельд-Ротенбург. 
Населення - 13 640 осіб (на 31 грудня 2010). Площа - 79,84 км². 
Офіційний код - 06 6 23 018. 

## Адміністративний поділ
Місто поділяється на 8 міських районів. 